# مرکز استان
در تقسیمات کشوری ایران مرکز استان، به شهری گفته می‌شود که استانداری در آن واقع شده‌باشد.
| واحد تقسیمات کشوری | مسئول               | نهاد                  | نوع            | مرکز         |
| ------------------ | ------------------- | --------------------- | -------------- | ------------ |
| کشور               | وزیر کشور           | وزارت کشور            | دولتی          | پایتخت       |
| استان              | استاندار            | استانداری             | دولتی          | مرکز استان   |
| شهرستان            | فرماندار            | فرمانداری (ویژه)      | دولتی          | مرکز شهرستان |
| بخش                | بخشدار              | بخشداری               | دولتی          | مرکز بخش     |
| دهستان             | بخشدار (قبلاً دهدار) | بخشداری (قبلاً دهداری) | دولتی          | مرکز دهستان  |
| شهر                | شهردار              | شهرداری               | عمومی غیردولتی | –            |
| روستا              | دهیار               | دهیاری                | عمومی غیردولتی | –            |